# 景才瑞
景才瑞（1924年6月15日—2020年3月7日），山西临猗人，中国地理学家、地貌学家、第四纪冰川地质学家，华中师范大学教授。

## 生平
1924年6月15日出生在山西省临晋县。曾在西安、兰州、重庆等地求学。1949年毕业于南京國立中央大學地理系，在天津南开中学任教。后调任天津市人民政府教育局视导员，天津教师学院教师。1955年选派至上海华东师范大学进修。1958年任职于华中师范学院地理系，历任地质地貌教研室主任、李四光研究中心主任等职务。1965年至1966年，任地质部西南第四纪冰川专业考察队技术负责人。1987年任湖北省地理学会理事长。长期从事自然地理的教学和科研工作，代表性论著有《鄂西第四纪冰川遗迹和冰期划分》《中国黄土形成的气候条件、时代与成因》等。出版有《人类与自然》《自然地理研究什么》《第四纪地质学概论》等专著，主编《李四光全集》《中国科技界一面旗帜李四光》等画册，《湖北省志·地理》等工具书。2016年8月获第七届“中国地理科学成就奖”。2020年3月7日下午18时55分在武汉家中逝世，终年95岁。